# Faouzi Ghoulam
Faouzi Ghoulam (arab. فوزي غلام, Fawzī Ghulām; ur. 1 lutego 1991 w Saint-Priest-en-Jarez) – algierski piłkarz występujący na pozycji obrońcy. Obecnie jest zawodnikiem klubu SSC Napoli.

## Kariera klubowa
Ghoulam karierę rozpoczynał od występów jako junior w klubie AS Saint-Étienne. W styczniu 2014 roku podpisał kontrakt z włoskim SSC Napoli. Klub z Neapolu zapłacił za niego 5 mln euro.